# 水間寺
水間寺（みずまでら）は、大阪府貝塚市水間にある天台宗の別格本山の寺院。山号は龍谷山。本尊は聖観世音菩薩。水間観音の通称で知られる。新西国三十三箇所第4番札所。「水間観音とその周辺」として大阪みどりの百選に選定されている。

## 歴史
寺伝によれば、行基は病床の聖武天皇の命により、天皇の夢に現れたという観音菩薩を求めていた。そこに白鳥（しらとり）が現れて南西の方向に導かれた。その白鳥は和泉国で羽根だけを残し何処へともなく消え去り（この地は現・貝塚市鳥羽だという）、彷徨いながら北東の方向へ進んで行くと、16人の童子(観音菩薩の化身)に遭遇した（この地は現・貝塚市清児といい、稚児塚の伝承地が現存する）。その童子に案内されると2つの川が合流する「水間」の地に着き誘われた。行基は滝に向かうとそこに竜神が現れ、一寸八分（約6センチメートル）の閻浮陀金の聖観音像を授けられた、と伝わっている。その滝は現在の本堂の裏を流れる秬谷川にあったらしく、現在は岸辺に設置されたフェンスに「聖観音菩薩出現の滝」と墨でかかれたボードが設置されている。そして、行基はこの聖観音像を聖武天皇に捧げたところ、天皇の病は全快した。天皇は、この仏像を現地に祀るようにとの勅命を行基に下すと、天平16年（744年）に行基によってこの地に堂宇が建立された、これが当寺の始まりであるという。
建久元年（1190年）に七堂伽藍が完成する。
天正13年（1585年）に梵鐘が貝塚本願寺（現・願泉寺）に売却されている。当寺は中世より武家による手厚い保護を受けてきたが、羽柴秀吉による紀州征伐の際には根来寺に与したために、同年に堀秀政の軍勢に攻められて焼失した。
文禄5年（1596年）に岸和田城主小出秀政によって本堂が再建されている。
寛文元年（1661年）に三重塔が再建されている。
元禄元年（1688年）に刊行された井原西鶴の『日本永代蔵』の第1話「初午は乗て来る仕合」に「泉州水間寺利生の銭」と記されたことで全国的に知られるようになった。その後、岸和田藩主岡部氏 の帰依を受けて元禄年間（1688年 - 1704年）には諸堂宇も再建された。
天明4年（1784年）に火災にあって本堂以下が焼失したが、文政10年（1827年）に岸和田藩主岡部長慎により本堂が再建され、天保5年（1834年）には三重塔が再建されている。
1925年（大正14年）には参拝客を運ぶための水間鉄道水間線が開通している。
1977年（昭和52年）に天台宗の別格本山に昇格する。
近年、行基菩薩を聖観音像が待つ「降臨の滝」まで導いた十六童子に因み、水間鉄道清児駅を起点に水間観音駅から「水間寺境内」までの間の「厄除け街道」に、障がい者支援施設「土の子陶房」で制作された焼物の「厄除け十六童子・脇導師」一対ずつが16箇所に設置され、参詣者の新しい楽しみとなっている。

## 境内
- 本堂（貝塚市指定有形文化財） - 文政10年（1827年）に岸和田藩主岡部長慎により再建。1999年（平成11年）には屋根の大修復が行われている[2]。
- 三重塔（貝塚市指定有形文化財） - 天保5年（1834年）に岡部長慎により再建。1989年（平成元年）には屋根の吹き替えを伴う大修理が行われている。明治時代以前に建てられた大阪府内唯一の三重塔である[2]。
- 護摩堂 - 2013年（平成25年）再建[2]。
- 鐘楼
- 経堂
- 常寂光堂 - 1978年（昭和53年）建立[2]。
- 三所権現 - 祭神：熊野権現、蔵王権現、白山権現
- 赤宮 - 祭神：稲荷神
- 庫裏
- 食堂 - 2015年（平成27年）建立[2]。
- 愛染堂 - 1981年（昭和56年）改修[2]。
- お夏と清十郎の墓 - 歌舞伎や人形浄瑠璃の主人公の墓。
- 客殿
- 薬師堂
- 行基堂（貝塚市指定有形文化財）
- 瑞泉堂
- 弁天堂 - 1983年（昭和58年）増築[2]。
- 南の院

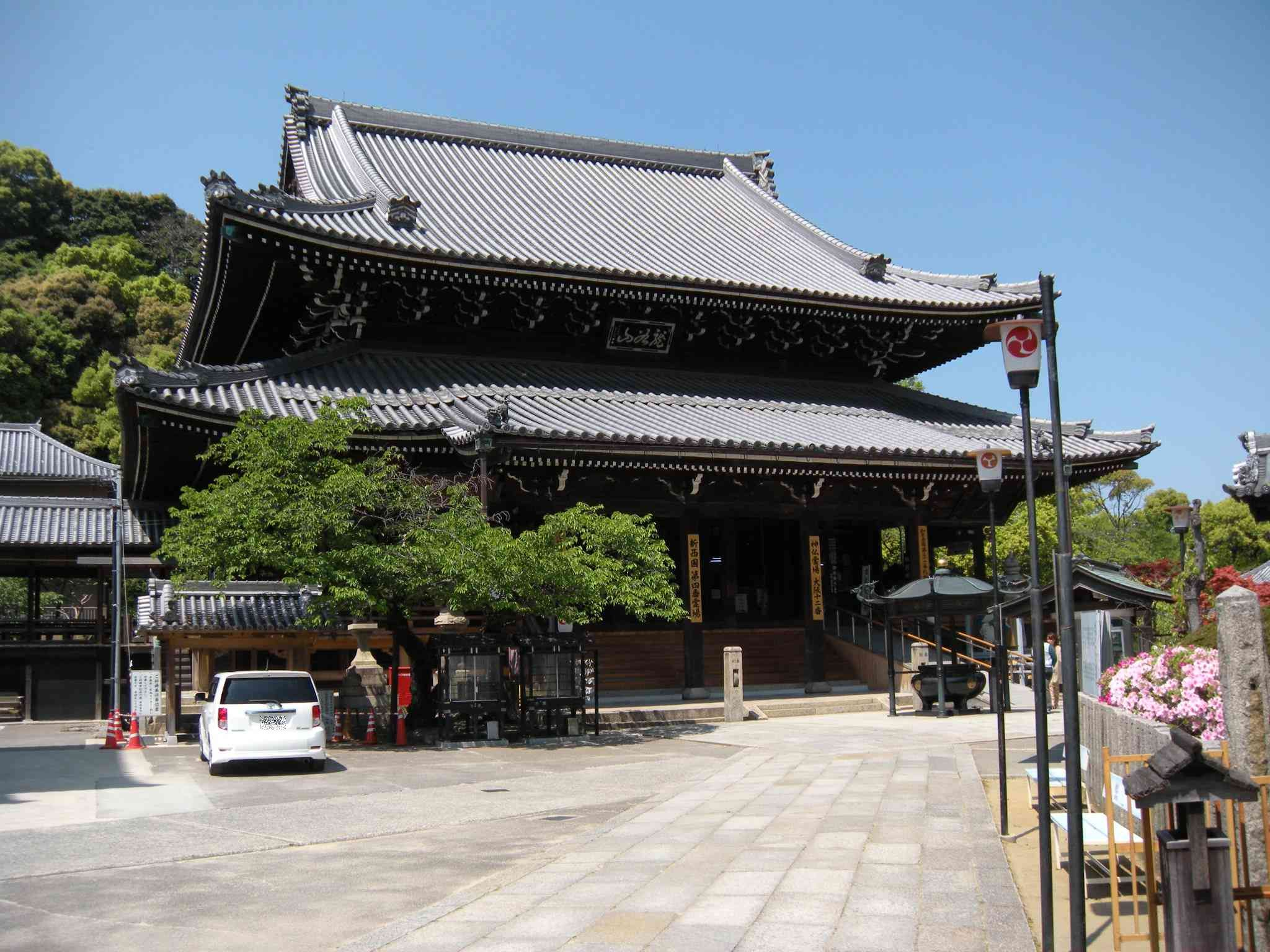
本堂
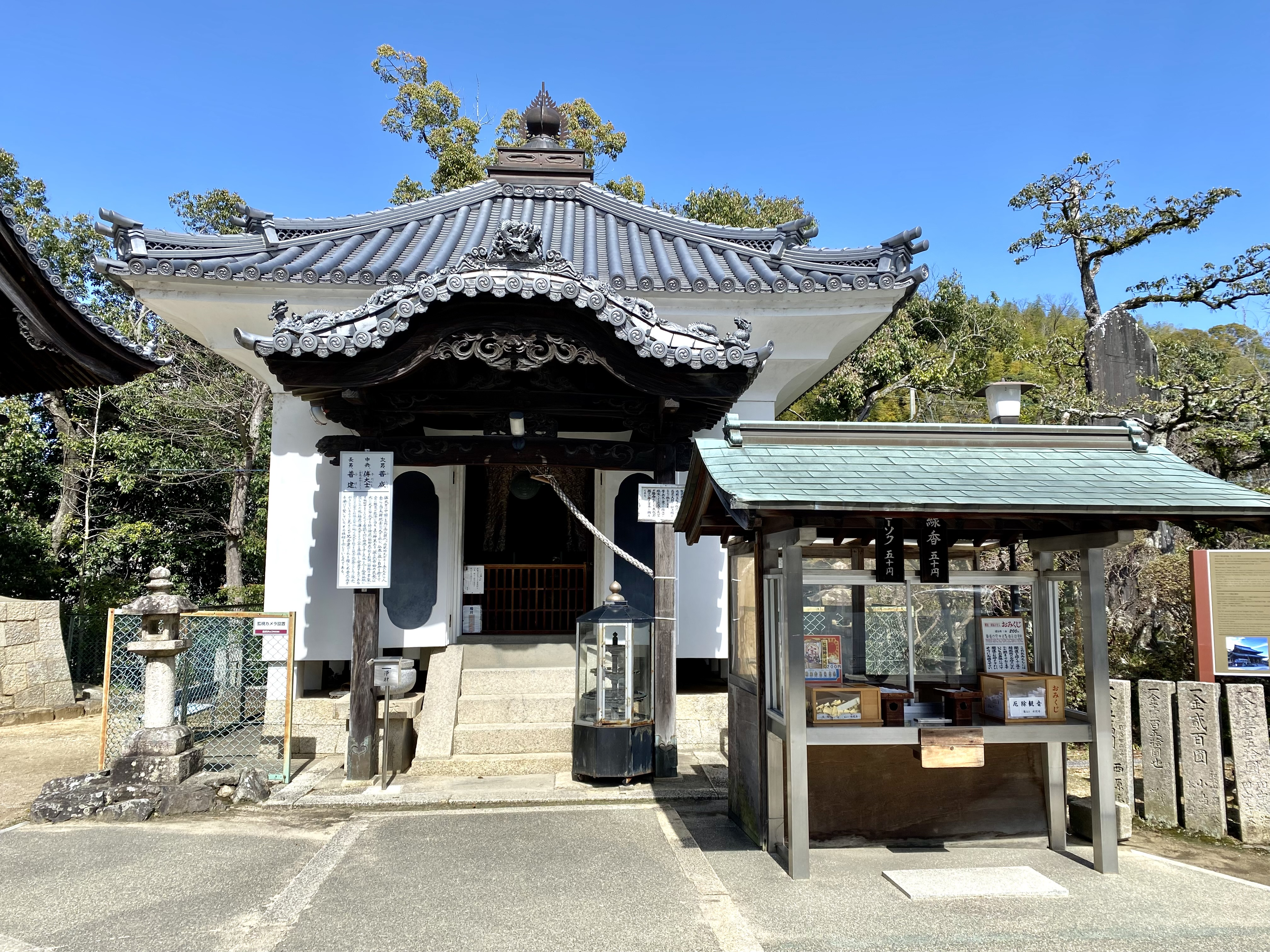
経堂
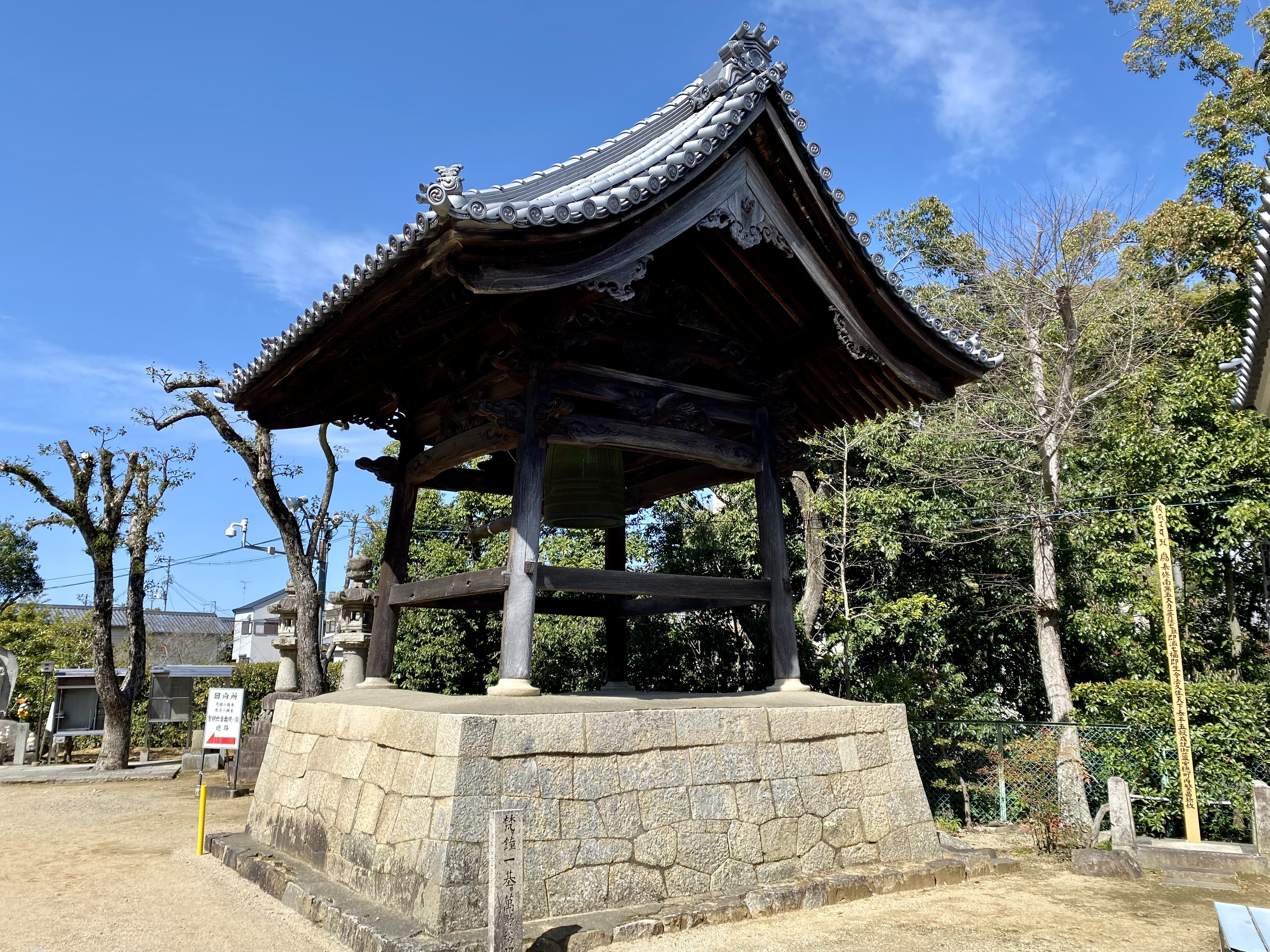
鐘楼
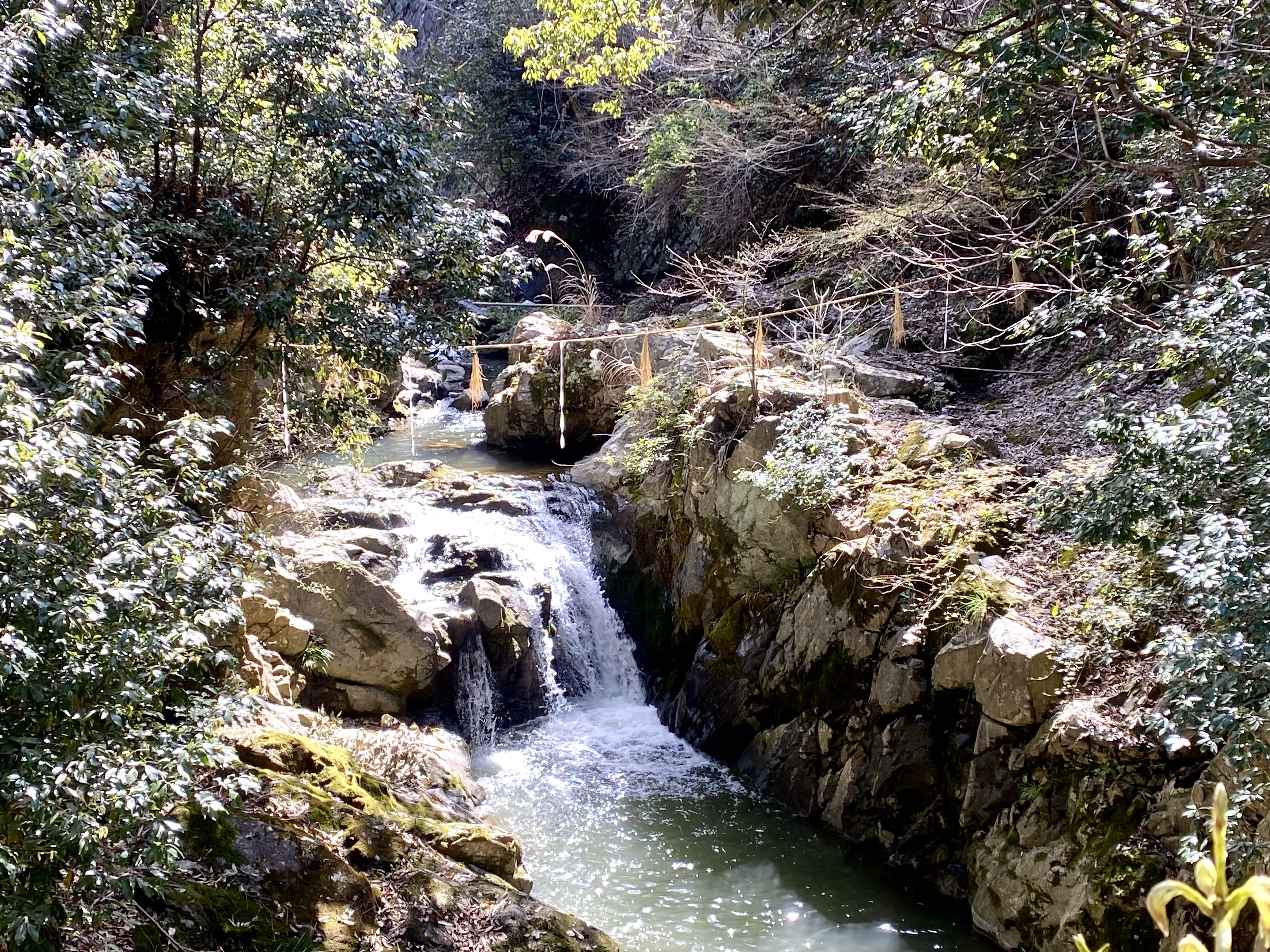
聖観世音出現の滝
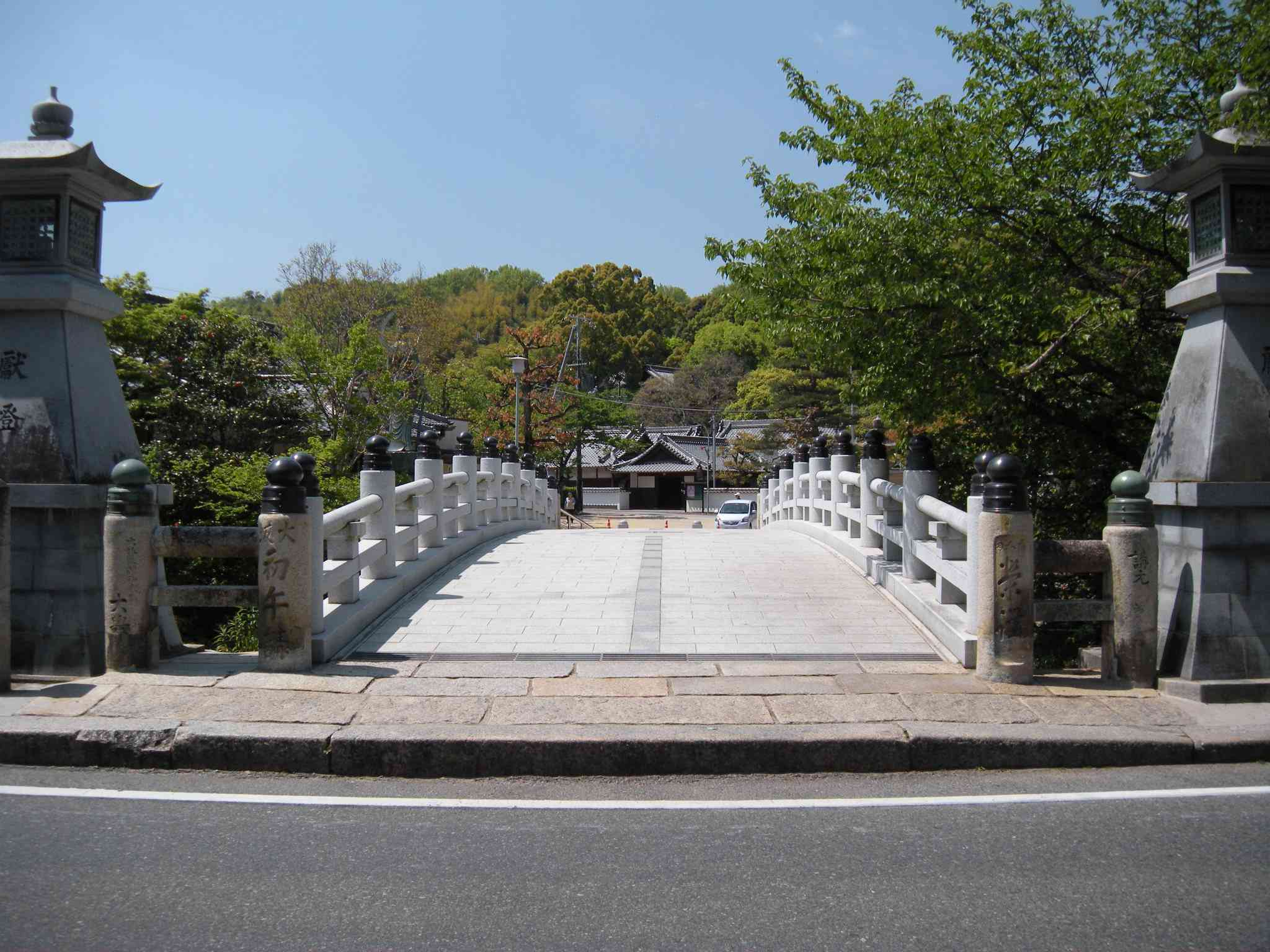
太鼓橋

## 文化財

### 貝塚市指定有形文化財
- 本堂 附：棟札[3]
- 三重塔[3]
- 行基堂[3]
- 弁財天宮殿[3]

### 貝塚市指定無形民俗文化財
- 水間千本搗餅つき（水間千本搗餅つき若中保存会）[3]

## 前後の札所
新西国三十三箇所
3 鶴満寺　-　4 水間寺　-　5 道成寺
和泉西国三十三箇所
25 孝恩寺　-　26 水間寺　-　27 吉祥園寺
南海沿線七福神（弁財天）
神仏霊場巡拝の道
52 施福寺　-　53 水間寺　-　54 七宝瀧寺

## 所在地
- 大阪府貝塚市水間638

## アクセス
- 水間鉄道水間線 水間観音駅より徒歩約7分。
- JR阪和線 和泉橋本駅から路線バス（は～もに～ばす、またはコスモスライナー）で約15分、水間観音駅下車、徒歩約7分。